# 狼杷草
狼杷草别称鬼刺、鬼针，是菊科鬼针草属的植物。

## 形态
狼杷草为一年生草本植物，高可达0.9米。茎直立，基部分枝，五毛；叶对生，中上部的叶通常3-5深裂，顶端的叶有时不分裂；秋季开黄色管状花，头状花序顶生，两性。扁平楔形瘦果，沿棱边具有硬毛。

## 分布
狼杷草为路边、荒野及水边湿地常见的杂草。亚洲、欧洲、非洲、大洋洲均有分布，在中国分布极为普遍。

## 用途
全草可提取黄色染料，亦作药用，治感冒、百日咳等症，果实榨油可制油漆。

## 变种

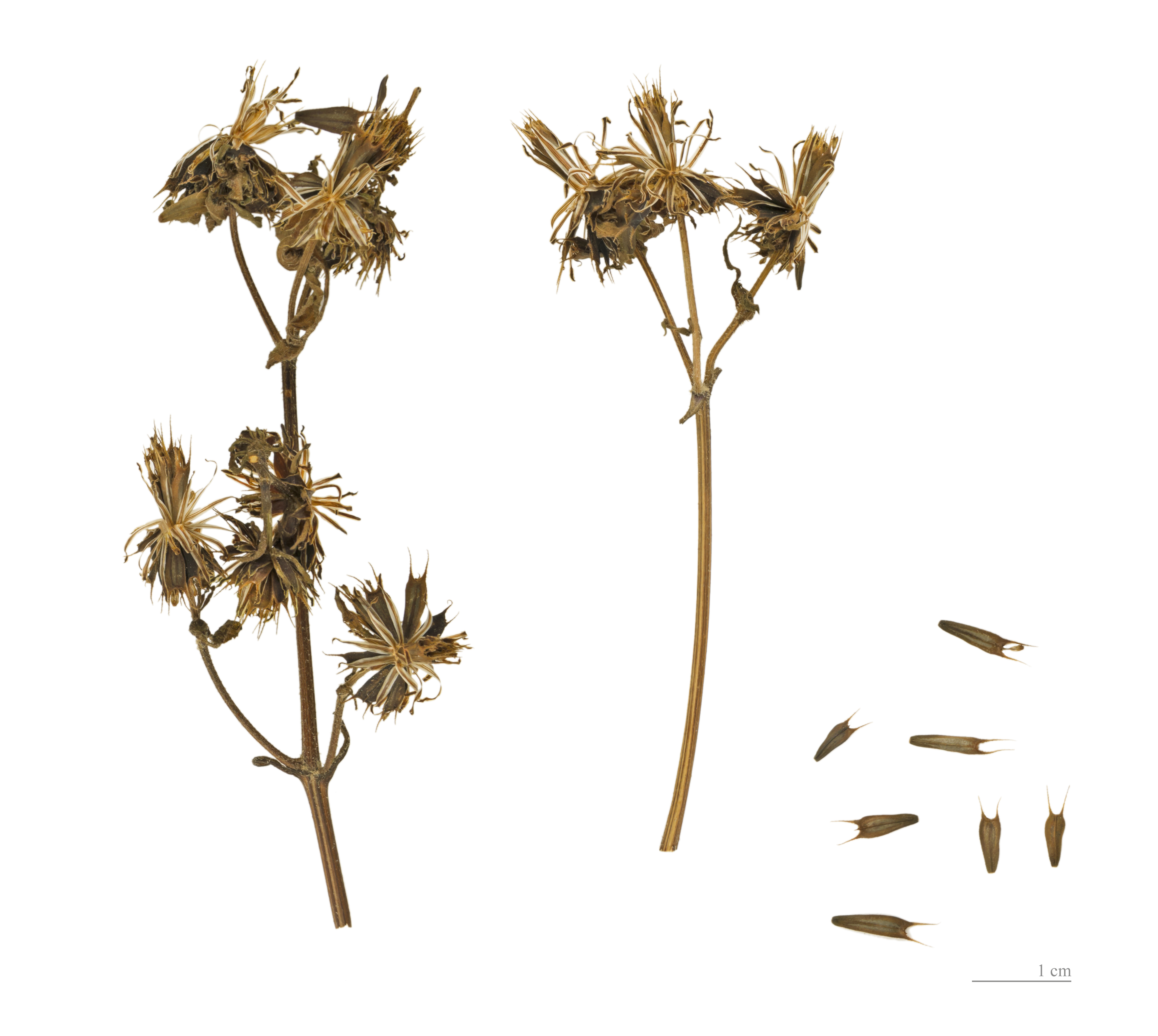
Bidens tripartita

- 矮狼杷草（Bidens tripartita var. repens）

## 延伸阅读
[在维基数据编辑]
 《植物名實圖考·狼杷草》，出自吳其濬《植物名實圖考》